# NGC 2161
NGC 2161 je otvoreni skup u zviježđu Stolu. 

## Vanjske poveznice
- SEDS: NGC 2161